# Гет-Сас (Північний Брабант)
Гет-Сас (нід. Het Sas) — селище в нідерландській провінції Північний Брабант. Входить до муніципалітету Алфен-Хам.
Перша згадка про населений пункт датується 1838 роком. Наразі у селищі нараховується близько 15 будинків.

## Галерея

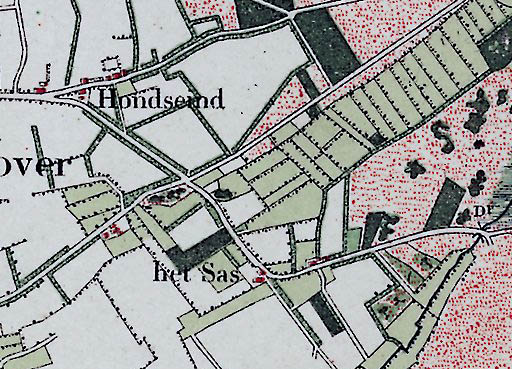
Мапа селиша у 1899 році